# Пролетарский сельсовет (Могилёвская область)
Пролетарский сельсовет — административная единица на территории Костюковичского района Могилёвской области Белоруссии.

## Территория и население
Территория Пролетарского сельского Совета депутатов расположена в северо-восточной части Костюковичского района, занимает площадь 12623 га. Центром сельсовета является д. Пролетарское, удалённость от гор. Костюковичи — 9 км. На территории сельского Совета проживало 2065 человек (2011 год) в 910 домохозяйствах. Обустроено два агрогородка в деревнях Муравилье и Шарейки.
По территории сельского Совета протекают реки Суров и Крупня, проходит автодорога Костюковичи — Климовичи, железная дорога Унеча — Орша.

## Промышленность и сельское хозяйство
На территории сельского Совета действуют:
- Обособленное структурное подразделение ОСП «Шарейки» в деревне Шарейки
- Отделение СПК «Колхоз „Парижская Коммуна“» в деревне Пролетарское
- Отделение «ЦемАгро» Белорусского цементного завода в деревне Волосковня

## Образование и культура
Образование на территории сельского Совета осуществляется в трёх микрорайонах:
- ГУО "Муравильский УПК «Детский сад — средняя общеобразовательная школа» — деревни Муравилье, Коробаново, Пушково,
- ГУО «Шарейковская средняя общеобразовательная школа» — деревни Шарейки, Вязовец, Черченовка, Печары, Фроловка, Колодезки, Теханичи, Подтеханичи, Ангеловка, Валынеж, Щербаковка, Камень, Лесовой
- Филиал ГУО «Шарейковская средняя общеобразовательная школа» — «Пролетарская базовая общеобразовательная школа» — деревни Пролетарское, Пролетарская Коммуна, Волосковня, Антоновка

Имеется также Шарейковский детский сад.
Культурное обслуживание населения осуществляют Муравильский дом культуры, Шарейковский сельский клуб, Волосковнянский сельский клуб-библиотека, Пролетарский сельский клуб-библиотека, Шарейковская сельская библиотека.

## Памятные места
На территории сельского Совета установлено 13 памятников и обелисков воинам, погибшим в годы Великой Отечественной войны 1941—1945 годов, в том числе памятный знак бойцам Ленинградского коммунистического батальона, мужественно оборонявших Родину от немецко-фашистских захватчиков в августе 1941 года.

## Здравоохранение
Медицинское обслуживание осуществляется двумя сельскими врачебными амбулаториями в деревнях Муравилье и  Шарейки, двумя фельдшерско-акушерскими пунктами в деревнях Пролетарское и Волосковня. В деревне Муравилье в сельской врачебной амбулатории работает стоматологический кабинет.
Шарейковская врачебная амбулатория обслуживает население, проживающее в деревнях Шарейки, Вязовец, Камень, Черченовка, Красная Заря, Лесовой, Валынеж, Фроловка, Ангеловка, Печары, Колодезки, Теханичи, Подтеханичи. Муравильская врачебная амбулатория обслуживает население, проживающее в деревнях Муравилье, Пушково, Коробаново.
Пролетарский фельдшерско-акушерский пункт обслуживает население деревень Пролетарское и Пролетарская Коммуна.
Антоновский фельдшерско-акушерский пункт обслуживает население деревень Волосковня и Антоновка.
В деревне Пролетарское функционирует Костюковичский районный детский социальный приют на 25 мест и отделение круглосуточного пребывания для одиноких престарелых людей учреждения Костюковичский районный центр социального обслуживания населения на 25 мест.

## Сфера услуг
Торговое обслуживание населения сельского Совета обеспечивается магазинами Костюковичского РАЙПО, Костюковичского хлебозавода в деревнях Муравилье, Пролетарское, Печары, Пушково, Волосковня. В остальные населенные пункты: Коробаново, Камень, Лесовой, Валынеж, Фроловка, Колодезки, Теханичи, Подтеханичи, Черченовка, Пролетарская Коммуна, Антоновка — организован заезд автолавки.
Бытовое обслуживание на территории сельского Совета осуществляется двумя комплексно-приёмными пунктами в деревнях Муравилье и Шарейки.
На территории сельсовета работают отделения связи в деревнях Муравилье, Пролетарское, Шарейки, Волосковня. Филиалы АСБ «Беларусбанк» расположены в деревнях Шарейки и Муравилье.
Телефонная связь поддерживается с использованием 4 сельских автоматических телефонных станций Костюковичского РУЭС — общей мощностью на 663 абонента.

## Жилищно-коммунальная сфера
Жители агрогородков Муравилье и Шарейки обеспечены природным газом, жители остальных населённых пунктов обеспечиваются сжиженным газом в баллонах путём централизованного завоза.
Территория сельского Совета насчитывает 117 шахтных колодцев для питьевой воды. В 13 домах деревни Пролетарское, квартирах и домах агрогородков Муравилье и Шарейки имеется водопровод и канализация. На улицах деревни Пушково действуют 16 водоразборных колонок для питьевой воды.
На территории сельского Совета расположен районный полигон, а также три мини-полигона и четыре площадки для временного складирования твёрдых бытовых отходов.

## Состав
Пролетарский сельсовет включает 20 населённых пунктов:
- Ангеловка — деревня.
- Антоновка — деревня.
- Волосковня — деревня.
- Валынеж — деревня.
- Вязовец — деревня.
- Камень — деревня.
- Колодезски — деревня.
- Коробаново — деревня.
- Красная Заря — деревня.
- Лесовой — посёлок.
- Муравилье — агрогородок.
- Печары — деревня.
- Подтеханичи — деревня.
- Пролетарская Коммуна — деревня.
- Пролетарское — деревня.
- Пушково — деревня.
- Теханичи — деревня.
- Фроловка — деревня.
- Черченовка — деревня.
- Шарейки — агрогородок.

Упразднённые населённые пункты на территории сельсовета:
- Затишье
- Щербаковка — посёлок.
- Явулин